# První sionistický kongres

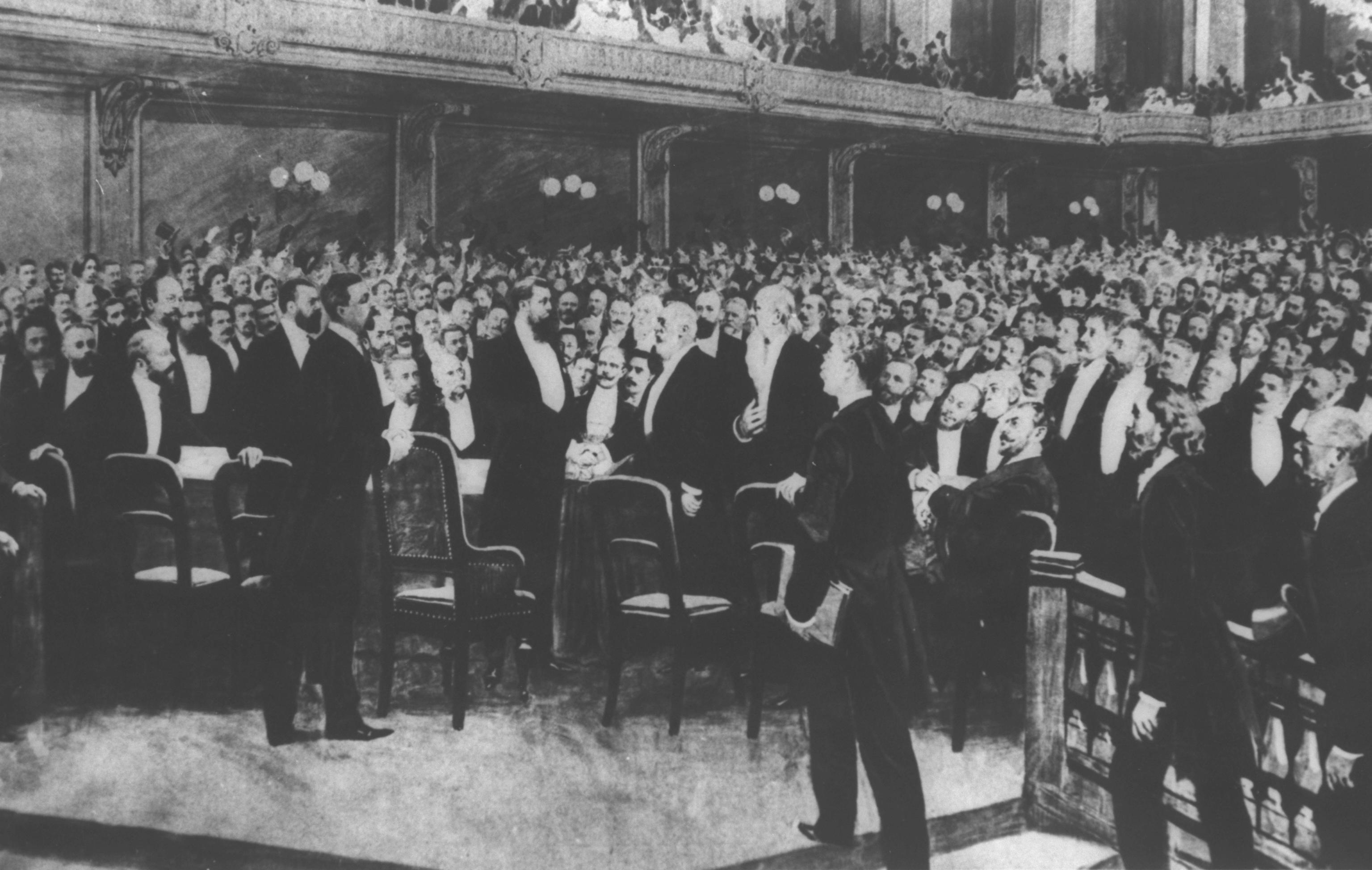
Delegáti Prvního sionistického kongresu pořádaného ve švýcarské Basileji v roce 1897.

První sionistický kongres (hebrejsky: הקונגרס הציוני הראשון) je označení historicky prvního mezinárodního kongresu dnešní Světové sionistické organizace. 

## Průběh
Kongres se konal ve dnech 29. až 31. srpna 1897 ve švýcarské Basileji. Jednalo se o první a ustavující kongres Sionistická organizace (v roce 1960 přejmenované na Světovou sionistickou organizaci). Kongres svolal a řídil zakladatel moderního sionismu Theodor Herzl. Hlavním přínosem kongresu byla formulace sionistické platformy, známé jako Basilejský program, vytvoření Sionistické organizace a přijetí Hatikvy za její hymnu (v té době již byla hymnou Chovevej Cijon a později se stala hymnou Státu Izrael).

## Původ

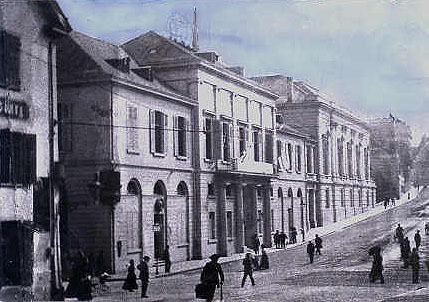
Koncertní hala v Basileji, kde se kongres konal

První sionistický kongres byl svolán Theodorem Herzlem jako symbolický parlament, jenž měl dohodnout implementaci sionistických cílů. Kongres se měl původně konat v německém Mnichově, avšak kvůli protestu místních ortodoxních a reformních komunit se Herzl nakonec rozhodl uspořádat kongres v Basileji. V Basileji se konal v koncertní hale městského kasína.

## Kongres

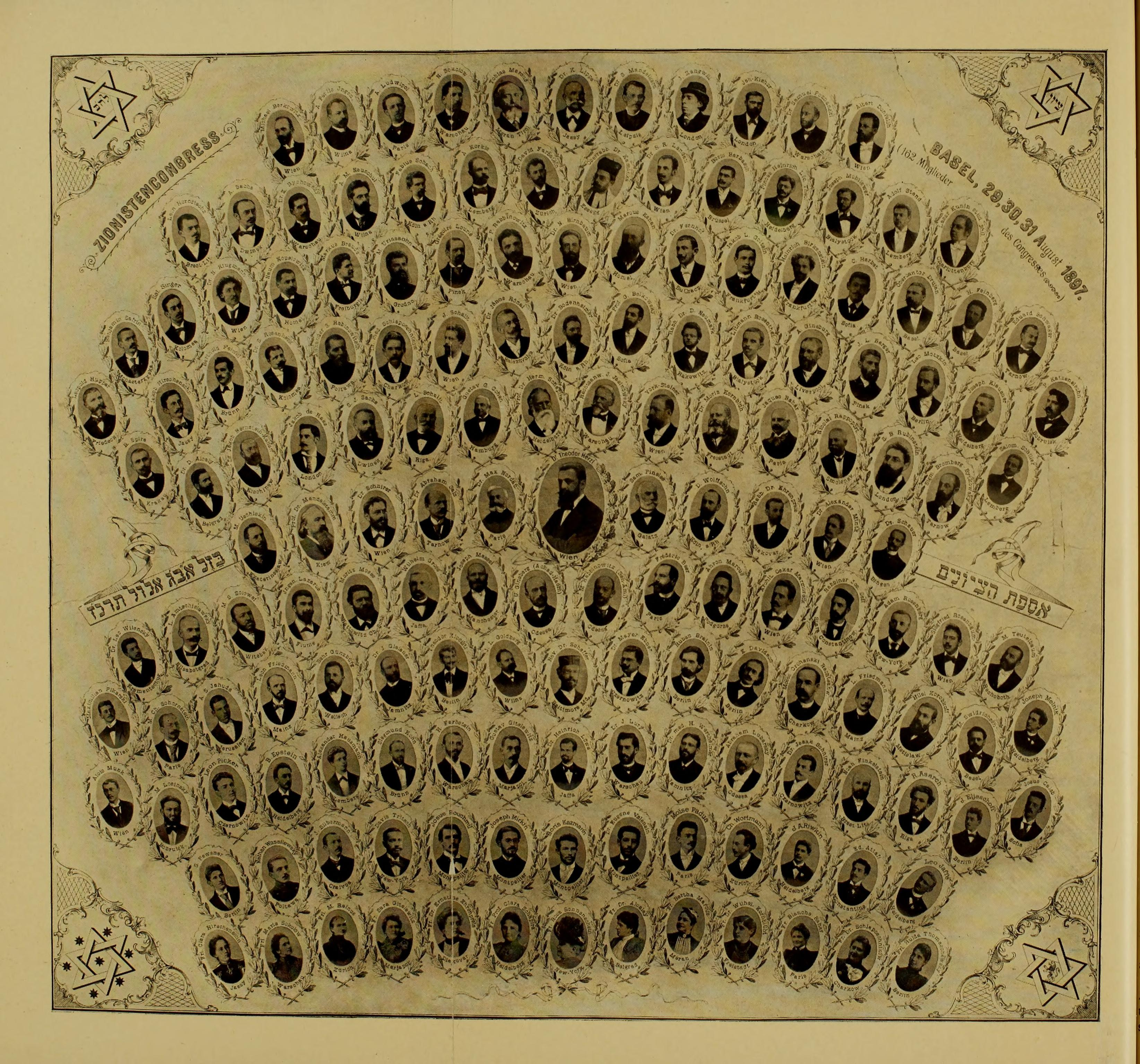
Portréty delegátů kongresu

Herzl byl předsedou kongresu, jehož se zúčastnilo 204 delegátů ze sedmdesáti zemí. Celkem 69 z nich byli delegátí různých sionistických uskupení a zbývající účastníci byli individuálně pozvaní. Kongresu se zúčastnilo také deset nežidovských osob, které však neměly hlasovací právo. Mezi účastníky bylo i sedmnáct žen, z nichž některé dorazily na kongres samy, jiné jako doprovod delegátů. Přesto, že se ženy kongresu účastnily, neměly hlasovací právo. To získaly až následující rok na druhém sionistickém kongresu. Slavnostního zahájení se zúčastnili korespondenti hlavních evropských listů.
Po slavnostním zahájení, na které dorazili delegáti ve společenských šatech, fraku s bílou kravatou, se kongres přesunul k řešení své agendy. Hlavními body agendy bylo představení Herzlova plánu na založení Sionistické organizace a přijetí deklarace sionistických cílů, známé jako Basilejský program.
Herzl byl na kongresu zvolen prezidentem Sionistické organizace. Max Nordau a Moses Gaster byli zvoleni jeho viceprezidenti. Dále byly zvoleny orgány organizace; „řízení bylo v rukou Velké pracovní komise, která volila vlastní vedení, Užší akční komisi.“

## Basilejský program

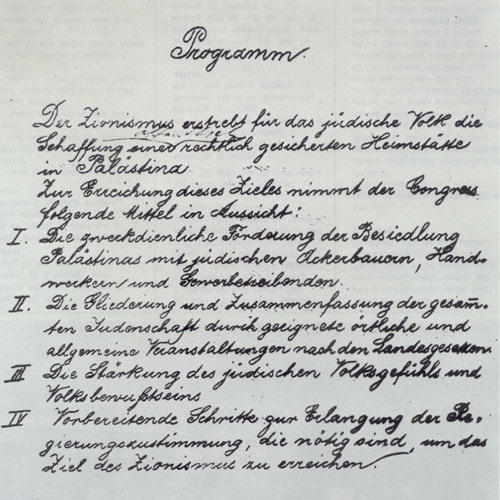
Basilejský program

V druhý den jednání (30. srpna) verze předložená kongresu výborem pod předsednictvím Maxe Nordaua uváděla: „Sionismus usiluje o zřízení domoviny pro židovský lid v Palestině na základě mezinárodního práva.“ To bylo jasným vyjádřením Herzlova politického sionismu, který byl v kontrastu s osadnicko-orientovanými aktivitami volněji organizovaného hnutí Chovevej Cijon. K uspokojení většiny delegátů, z nichž nejprominentnějším byl Leo Mockin (usiloval o začlenění fráze „mezinárodní právo“), byl nakonec přijat Herzlův kompromisní návrh.
Politický program, který se stal známý jako Basilejský program, položil základní cíle sionismu. Byl přijat za následujících podmínek, které uvádí Krupp (1999):
| „ | Sionismus usiluje o zřízení veřejnoprávní domoviny židovského národa v Palestině. K dosažení daného cíle kongres chystá tyto prostředky: 1. Účelné osídlení Palestiny židovskými zemědělci, řemeslníky a živnostníky. 2. Místní a obecné uspořádání celého židovstva podle zemských zákonů. 3. Posílení židovského národního citu a vědomí. 4. Přípravné kroky k dosažení souhlasu vlád, nutného k uskutečnění sionistického cíle. | “ |

## Závěr kongresu

Vlajka prvního sionistického kongresu, jež byla vyvěšena nad vchodem do městského kasína

První sionistický kongres si získal uznání pro dosažení následujících bodů:
- formulace sionistické platformy (výše uvedený Basilejský program)
- založení Sionistické organizace
- přijetí Hatikvy coby její hymny
- absorpce většiny někdejších společenství Chovevej Cijon
- navržení zřízení lidové banky
- zvolení Herzla prezidentem Sionistické organizace a Maxe Nordaua jedním ze tří viceprezidentů

Dne 1. září si Herzl do svého deníku poznamenal:
| „ | Kdybych měl shrnout Basilejský kongres do jediné věty – kterou se budu střežit vyslovit veřejně – byla by následující: ‚V Basileji jsem založil Židovský stát.‘ Kdybych to řekl dnes nahlas, odpověděl by mi všeobecný smích. Možná za pět let, ale určitě za padesát to bude vědět každý. | “ |

## Následující roky
Následné kongresy založily různé instituce pro podporu Basilejského programu, mezi něž patří například banka Jewish Colonial Trust, která byla finančním nástrojem politického sionismu. Její vytvoření bylo navrženo první sionistickým kongresem v roce 1897; první konkrétní kroky k založení této instituce byly podniknuty na druhém sionistickém kongresu v německém Kolíně nad Rýnem v květnu 1898. Na pátém sionistickém kongrese byl založen Židovský národní fond za účelem výkupu pozemků v zemi izraelské a pozdější Sionistická komise byla založena společně s řadou dílčích institucí pro výzkum a zlepšení sociální a ekonomické situace Židů v zemi izraelské.
Sionistické kongresy se konaly v letech 1897 až 1901 každoročně a poté v letech 1903 až 1913 a 1921 až 1939, s výjimkou válečných let, každé dva roky. V roce 1942 se konala mimořádná sionistická konference známá jako Biltmorská konference, na níž byl oznámen zásadní odklon od tradiční sionistické politiky s jejím požadavkem, že „Palestina bude ustavena jako židovské společenství.“ To se stalo oficiálním sionistickým postojem a ultimativním cílem hnutí. Od druhé světové války se kongresy konaly každé čtyři roky a po vzniku Izraele se kongresy pořádají v Jeruzalémě.